# Holding Back the River
Holding Back the River è il terzo album del gruppo musicale britannico Wet Wet Wet, pubblicato dall'etichetta discografica Mercury/Phonogram nel 1989.
L'album, disponibile su long playing, musicassetta e compact disc, è prodotto e arrangiato dal quartetto Clark/Cunningham/Mitchell/Pellow, ovvero i membri del gruppo, che sono anche autori dei brani, ad eccezione di Maggie May, firmato da Martin Quittenton e Rod Stewart ed interpretato da quest'ultimo nel 1971.
Dal disco vengono tratti 4 singoli, tra il 1989 ed il 1990.

## Tracce

### Lato A
1. Sweet Surrender
2. Can't Stand the Night
3. Blue for You
4. Broke Away

### Lato B
1. You've Had It
2. I Wish
3. Keys to Your Heart
4. Maggie May
5. Hold Back the River